# 細江静男
細江 静男（ほそえ しずお、1901年（明治34年） - 1975年（昭和50年）8月29日）は、日本の医師。戦前から戦後にかけて、ブラジルの地域医療のためにつくし「ブラジルのシュバイツァー」「アマゾン先生」「道庵先生」と呼ばれていた。

## 略歴
明治34年（1901年）、岐阜県益田郡中原村和佐(現：下呂市和佐)に生まれる。19歳の時に上京。慶應義塾大学医学部卒。1930年（昭和5年）、3年の任期の予定で外務省の嘱託医としてブラジルに派遣される。当初2年ほどはサンパウロ州バストスで診療を行なっていたが、アマゾン川流域の日系人開拓地の医師不足を痛感し、そのままブラジルに残る決意をする。バストスとその周辺の無医村地帯の巡回診療にも力を注ぎ、アマゾン奥地まで治療に赴いた。本人も黄熱病に感染している。
ブラジルでの開業医の資格を得るため、1941年（昭和16年）にサンパウロ大学医学部を卒業。以後亡くなるまでアマゾン川流域の無医村地帯の治療に貢献する。没後は娘婿の森口幸雄（慶應義塾大学医学部卒）、孫の森口秀幸（ブラジル連邦大学医学部卒）が巡回診療を引き継いでいる。
1939年（昭和14年）、サンパウロ市の在ブラジル日本人同仁会日本病院（現：サンタクルス日伯慈善協会サンタクルス病院）の建設に携わるほか、1937年（昭和12年）にはカンポス・ド・ジョルドン市の肺結核療養所の建設に貢献している。また、日本移民援護協会保健衛生専門理事、日本語普及協会理事などを歴任する。1953年（昭和28年）には日系ボーイスカウト隊（カラムルー隊）創立を行なっている。
1962年（昭和37年）11月16日、日本医師会から最高功労賞を授与される。同月26日、日本政府から勲三等瑞宝章を授与される。
1975年8月29日、サンパウロの自宅で脳軟化症のため死去。

## その他
- 著書に「アマゾン先生 世界の無医村で三十二年」（1963年）がある。また下呂市下呂ふるさと歴史記念館に資料が展示されている。